# Rudakowo (Kaliningrad)
Rudakowo (russisch Рудаково, deutsch Ruddecken, litauisch Rudakiai) ist ein Ort in der russischen Oblast Kaliningrad. Er gehört zur kommunalen Selbstverwaltungseinheit Stadtkreis Neman im Rajon Neman.

## Geographische Lage
Rudakowo liegt 16 Kilometer südlich der Kreisstadt Neman am Flüsschen Tilse (russisch тыльжа, Tylscha). Durch den Nordteil des Ortes verläuft die Kommunalstraße 27K-187, die Schilino (Szillen) mit Lunino (Lengwethen/Hohensalzburg) verbindet. Die nächste Bahnstation ist Schilino an der – augenblicklich nicht betriebenen – Bahnstrecke Tschernjachowsk–Sowetsk. Vor 1945 gab es außerdem die Bahnstation Kullminnen (Kulmen, russisch: Kuibyschewo, der Ort existiert nicht mehr) an der Bahnstrecke Kraupischken–Ragnit der Insterburger Kleinbahnen.

## Geschichte
Das ehemals Ruddecken genannte Dorf wurde 1874 in den Amtsbezirk Sommerau (heute russisch: Sagorskoje) eingegliedert, der bis 1945 bestand und bis 1922 zum Kreis Ragnit, danach zum Landkreis Tilsit-Ragnit im Regierungsbezirk Gumbinnen der preußischen Provinz Ostpreußen gehörte.
In Kriegsfolge kam das Dorf 1945 mit dem nördlichen Ostpreußen zur Sowjetunion. Es erhielt 1947 die russische Bezeichnung „Rudakowo“ und wurde gleichzeitig in den Dorfsowjet Schilinski selski Sowet im Rajon Sowetsk eingeordnet. Von 2008 bis 2016 gehörte Rudakowo zur Landgemeinde Schilinskoje selskoje posselenije und seither zum Stadtkreis Neman.

### Einwohnerentwicklung
| Jahr | Einwohner |
| ---- | --------- |
| 1910 | 369       |
| 1933 | 377       |
| 1939 | 367       |
| 2002 | 130       |
| 2010 | 100       |

## Kirche
Ruddecken war mit seiner fast ausnahmslos evangelischen Bevölkerung vor 1945 in das Kirchspiel der Kirche Szillen eingepfarrt. Sie war Teil der Diözese Ragnit im Kirchenkreis Tilsit-Ragnit innerhalb der Kirchenprovinz Ostpreußen der Kirche der Altpreußischen Union. Heute liegt Rudakowo im Einzugsbereich der neu entstandenen evangelisch-lutherischen Gemeinde in Sabrodino (Lesgewangminnen, 1938 bis 1946 Lesgewangen), die zur Propstei Kaliningrad  der Evangelisch-lutherischen Kirche Europäisches Russland gehört.